# Zhongguohentomon piligeroum
Zhongguohentomon piligeroum är en urinsektsart som beskrevs av Zhang och Yin 1981. Zhongguohentomon piligeroum ingår i släktet Zhongguohentomon och familjen trakétrevfotingar. Inga underarter finns listade i Catalogue of Life.